# Stefan Kawalec
Stefan Kawalec (ur. 25 sierpnia 1953 w Warszawie) – polski ekonomista, były wiceminister finansów.

## Życiorys
Stefan Kawalec jest synem małżeństwa Wacława Kawalca i Haliny Cetnarowicz. Ukończył w 1979 studia na Wydziale Matematyki, Mechaniki i Informatyki Uniwersytetu Warszawskiego. Od 1978 do 1982 pracował w Centralnym Ośrodku Badań i Rozwoju Techniki Kolejnictwa PKP, a w latach 1983–1989 w Instytucie Funkcjonowania Gospodarki Narodowej Szkoły Głównej Planowania i Statystyki.
Jako harcerz, a następnie instruktor, w latach 1963–1972 działał w Hufcu Warszawa-Śródmieście ZHP. W latach 70. zaangażował się w działalność opozycji. Działał w Studenckim Komitecie Solidarności, współpracował z Komitetem Obrony Robotników i Komitetem Samoobrony Społecznej „KOR”. W 1980 został tymczasowo aresztowany, wkrótce objęły go zwolnienia wynikające z porozumień sierpniowych. W tym samym roku wstąpił do „Solidarności”. W okresie stanu wojennego internowano go na okres około pół roku.
W 1989 rozpoczął współpracę z Leszkiem Balcerowiczem w Ministerstwie Finansów, był współtwórcą tzw. planu Balcerowicza. Do 1991 pełnił funkcję dyrektora generalnego w tym resorcie i jednocześnie głównego doradcy ministra. Od 1991 do 1994 zajmował stanowisko wiceministra finansów, współpracując z kolejnymi ministrami (Karolem Lutkowskim, Andrzejem Olechowskim, Jerzym Osiatyńskim i Markiem Borowskim). Został odwołany w 1994 przez premiera Waldemara Pawlaka w związku z rzekomymi nieprawidłowościami przy prywatyzacji Banku Śląskiego S.A. W proteście przeciwko temu do dymisji podał się minister Marek Borowski, z którym nie skonsultowano decyzji o tej dymisji.
Po odejściu z rządu pracował głównie w bankowości. W latach 1994–2002 pełnił funkcję dyrektora ds. strategii oraz szefa doradców w Banku Handlowym. W latach 2002–2003 był wiceprezesem zarządu Commercial Union Polska, zaś od lipca 2003 do czerwca 2006 zajmował stanowisko dyrektora ds. strategii grupy PZU. Od 2008 prezes zarządu spółki z ograniczoną odpowiedzialnością Capital Strategy.
Współpracował z Centrum Analiz Społeczno-Ekonomicznych, doradzał również Platformie Obywatelskiej w sprawach ekonomicznych.
W 2016 wraz z Ernestem Pytlarczykiem opublikował książkę Paradoks euro. Jak wyjść z pułapki wspólnej waluty.

## Odznaczenia
- Krzyż Kawalerski Orderu Odrodzenia Polski (2011)[4]
- Krzyż Wolności i Solidarności (2016)[5]
- Złoty Krzyż Zasługi (1999)[6]